# 16051 Bernero
A 16051 Bernero (ideiglenes jelöléssel 1999 JF36) a Naprendszer kisbolygóövében található aszteroida. A LINEAR projekt keretében fedezték fel 1999. május 10-én.